# Československá hokejová reprezentace v sezóně 1921/1922
Československá hokejová reprezentace v sezóně 1921/1922 sehrála celkem 5 zápasů.

## Přehled mezistátních zápasů
| Pořadí | Datum          | Soupeř    | Výsledek       | Soutěž                  | Místo utkání |
| ------ | -------------- | --------- | -------------- | ----------------------- | ------------ |
| 19.    | 14. února 1922 | Švýcarsko | 8:1 (4:1, 4:0) | Mistrovství Evropy 1922 | Svatý Mořic  |
| 20.    | 17. února 1922 | Švédsko   | 3:2 (2:0, 1:2) | Mistrovství Evropy 1922 | Svatý Mořic  |
| 21.    | 19. února 1922 | Švédsko   | 0:4 (0:3,0:1)  | Kulm cup 1922           | Svatý Mořic  |

## Další zápasy reprezentace
| Datum          | Soupeř         | Výsledek      | Soutěž        | Místo utkání |
| 16. února 1922 | Velká Británie | 0:5 (0:1,0:4) | Kulm cup 1922 | Svatý Mořic  |
| 18. února 1922 | Švýcarsko      | 2:0 (1:0,1:0) | Kulm cup 1922 | Svatý Mořic  |

## Bilance sezóny 1921/22
| Soupeř    | Zápasy | Výhry | Remízy | Prohry | Skóre |
| --------- | ------ | ----- | ------ | ------ | ----- |
| Švédsko   | 2      | 1     | 0      | 1      | 3:6   |
| Švýcarsko | 1      | 1     | 0      | 0      | 8:1   |
| Celkem    | 3      | 2     | 0      | 1      | 11:7  |